# Liga Nacional Juvenil de España
La Liga Nacional Juvenil es la segunda categoría del fútbol juvenil español. Consta de 17 grupos de un número variable entre 16 y 18 equipos, según la autonomía correspondiente.
Se encuentra regida por las distintas federaciones regionales a su vez competentes de la Real Federación Española de Fútbol (RFEF) desde su nacimiento en la temporada 1976-77. En la época era la primera categoría del fútbol juvenil español hasta que pasó a ser relevada en la temporada 1986-87 por la Superliga Juvenil —renombrada después como Liga de Honor sub-19— y a su vez como segunda categoría por la División de Honor Juvenil en la temporada 1990-91. Finalmente se estableció como la segunda categoría juvenil en la temporada 1995-96 tras la desaparición de la Liga de Honor sub-19.
En sus inicios, las diferentes comunidades estaban repartidas por los distintos grupos —a diferencia de la actualidad donde son agrupados por su localización geográfica—.

## Historia
La primera liga juvenil entre clubes de España fue creada por la Real Federación Española de Fútbol (RFEF) la temporada 1976-77, con el nombre de Liga Nacional Juvenil. Participaban, inicialmente, 96 equipos, repartidos por criterios de proximidad geográfica en ocho grupos, habiendo pues otros tantos campeones de liga. Una vez finalizada la liga, los mejores clasificados de cada grupo tomaban parte en el Campeonato de España Juvenil (actual Copa del Rey), competición creada en 1951 y que por entonces era el único torneo de ámbito nacional disputado por clubes juveniles en España.
La temporada 1986-87 la RFEF introdujo una nueva categoría superior a la Liga Nacional Juvenil, la llamada Superliga Juvenil, formada por un grupo único con los 16 mejores equipos juveniles del país, a imagen y semejanza de la Primera División del fútbol profesional. Los equipos juveniles fundacionales fueron: Fútbol Club Barcelona, Real Club Deportivo Español, Club de Fútbol Damm, Real Racing Club de Santander, Unión Deportiva Las Palmas, Levante Unión Deportiva, Sevilla Fútbol Club, Cádiz Club de Fútbol, Athletic Club, Real Betis Balompié, Real Murcia Club de Fútbol, Real Sociedad de Fútbol, Real Valladolid Club de Fútbol, Club Atlético Osasuna, Kelme Club de Fútbol y el Real Madrid Club de Fútbol, que fue el primer campeón. 
En la temporada 1990-91 la Superliga Juvenil fue renombrada como Liga de Honor Sub-19, permitiendo a los clubes la alineación de futbolistas de hasta esta edad, que hasta entonces estaba restringida a cuatro jugadores por plantilla. Al mismo tiempo, se creó una nueva categoría intermedia entre la Liga de Honor sub-19 y la Liga Nacional Juvenil, bautizada como División de Honor Juvenil y dividida en seis grupos territoriales.
Las exigencias económicas que suponía la disputa de la Liga de Honor sub-19 provocó, a mediados de los años 1990, a la retirada de varios de los principales clubes, como el Real Madrid C. F. o el R. C. D. Español. Ante esta situación, en la temporada 1995-96 la Real Federación Española de Fútbol (RFEF) llevó a cabo una importante reestructuración: se eliminó la Liga sub-19, de modo que la División de Honor, que hasta entonces era la segunda división, se convirtió en la máxima categoría. Al estar la División de Honor dividida en seis grupos territoriales, se estableció que los campeones de cada liga disputasen una fase final en terreno neutral, bautizada como Copa de Campeones, para determinar al campeón nacional. Originalmente, la Copa de Campeones se disputaba en dos fases: una liguilla, con dos grupos de tres equipos cada uno, y una final entre los dos primeros clasificados de cada grupo.
La temporada 2006/07 la RFEF amplió la División de Honor de seis a siete grupos, creando un grupo propio para los clubes de la Comunidad Valenciana. De este modo, se amplió también la Copa de Campeones a siete participantes.
La temporada 2011/12 la RFEF llevó a cabo una nueva reestructuración de la Copa de Campeones: se amplió de siete a ocho el número de equipos participantes —dando cabida al subcampeón de la División de Honor con más puntos— y se modificó el formato de competición, reemplazando las liguillas por las eliminatorias directas.

### Sistema de ligas juveniles
|           | 1.ª categoría                  | 2.ª categoría                  | 3.ª categoría                  |
| --------- | ------------------------------ | ------------------------------ | ------------------------------ |
| 1967-68   | C. Juveniles Primera Categoría | C. Juveniles Segunda Categoría | C. Juveniles Tercera Categoría |
| 1968-69   | Primera División Juvenil       | Segunda División Juvenil       | Tercera División Juvenil       |
| 1976-86   | Liga Nacional Juvenil          | —                              | —                              |
| 1986-90   | Superliga Juvenil              | Liga Nacional Juvenil          | —                              |
| 1990-95   | Liga de Honor sub-19           | División de Honor Juvenil      | Liga Nacional Juvenil          |
| 1995-96   | División de Honor Juvenil      | Liga Nacional Juvenil          | —                              |
| 2007-Act. | División de Honor Juvenil      | Liga Nacional Juvenil          | Liga Juvenil Preferente        |

## Grupos
| Grupo | Región                       | Equipos | Ascienden | Descienden | Actual campeón                                 |
| ----- | ---------------------------- | ------- | --------- | ---------- | ---------------------------------------------- |
| I     | Galicia                      | 18      | 2         | 4          | Real Club Celta de Vigo Juvenil "B"            |
| II    | Asturias                     | 18      | 1         | 3          | Real Oviedo Juvenil "B"                        |
| III   | Castilla y León              | 16      | 1         | 3          | U. D. C. Sur de Valladolid                     |
| IV    | País Vasco                   | 16      | 1         | 3          | Real Sociedad de Fútbol Juvenil "B"            |
| V     | La Rioja                     | 16      | 1         | 2          | Valvanera Club Deportivo                       |
| VI    | Aragón                       | 16      | 1         | 4          | Stadium Casablanca                             |
| VII   | Cataluña                     | 18      | 2         | 4          | Escola de Futbol Gavà Juvenil "A"              |
| VIII  | Comunidad Valenciana         | 18      | 2         | 4          | Levante Unión Deportiva Juvenil "B"            |
| IX    | Islas Baleares               | 18      | 1         | 4          | Penya Esportiva Sant Jordi                     |
| X     | Región de Murcia             | 18      | 1         | 4          | Asociación Deportiva Municipal de Lorquí       |
| XI    | Extremadura                  | 16      | 1         | 4          | Club Polideportivo Flecha Negra                |
| XII   | Comunidad de Madrid          | 16      | 2         | 4          | Real Madrid Club de Fútbol Juvenil "B"         |
| XIII  | Andalucía Oriental y Melilla | 16      | 2         | 4          | Escuela de Fútbol Atlético Casarrubuelos       |
| XIV   | Andalucía Occidental y Ceuta | 17      | 2         | 4          | Atlético Sanluqueño Club de Fútbol Juvenil "A" |
| XV    | Castilla-La Mancha           | 18      | 1         | 4          | Club Deportivo Toledo Juvenil "A"              |
| XVI   | Navarra                      | 16      | 1         | 2          | Club Atlético Osasuna Juvenil "B"              |
| XVII  | Cantabria                    | 18      | 1         | 3          | Club Deportivo Tropezón Juvenil "A"            |

Hay un máximo de dos equipos de Ceuta y Melilla en sus respectivos grupos.

## Islas Canarias
Las islas Canarias no poseen un grupo definido en la Liga Nacional sino que en su lugar disputan el campeonato de liga Juvenil Provincial para disputar después entre los campeones el ascenso a la División de Honor. Esta se encuentra dividida en cuatro grupos: el Grupo de Gran Canaria y el Grupo de Lanzarote y Fuerteventura —quienes se disputan la categoría en la Fase de ascenso de la Liga Juvenil de Las Palmas— y el Grupo de Tenerife y el Grupo de La Palma —quienes lo hacen en la Fase de ascenso de la Liga Juvenil de Santa Cruz de Tenerife—.
Los últimos vencedores del ascenso fueron el Estrella Club de Fútbol Juvenil y el Club Deportivo Mensajero Juvenil.

## Historial

### Como primera categoría
La Liga Nacional Juvenil fue inicialmente, y hasta la temporada 1986/87, la primera categoría de la liga española de fútbol juvenil. 
| Temp.   | Grupo I             | Grupo II          | Grupo III           | Grupo IV          | Grupo V               | Grupo VI              | Grupo VII         | Grupo VIII       |
| ------- | ------------------- | ----------------- | ------------------- | ----------------- | --------------------- | --------------------- | ----------------- | ---------------- |
| 1976-77 | C. D. Ensidesa      | Athletic Club     | F. C. Barcelona At. | Real Zaragoza     | Sevilla F. C.         | Real Murcia C. F.     | Real Madrid C. F. | U. D. Las Palmas |
| 1977-78 | R. C. Celta de Vigo | Bilbao Athletic   | R. C. D. Español    | F. C. Barcelona   | Real Murcia C. F.     | Real Betis            | Real Madrid C. F. | U. D. Las Palmas |
| 1978-79 | C. D. Ensidesa      | Bilbao Athletic   | F. C. Barcelona At. | F. C. Barcelona   | Elche C. F.           | Sevilla Atlético Club | Real Madrid C. F. | U. D. Las Palmas |
| 1979-80 | Racing Santander    | Real Madrid C. F. | Real Zaragoza       | F. C. Barcelona   | Sevilla Atlético Club | U. D. Las Palmas At.  | Grupo extinto     | Grupo extinto    |
| 1980-81 | Sporting de Gijón   | Bilbao Athletic   | C. D. Castellón     | F. C. Barcelona   | Real Betis Deportivo  | U. D. Las Palmas At.  | Grupo extinto     | Grupo extinto    |
| 1981-82 | Real Madrid C. F.   | Real Sociedad     | F. C. Barcelona     | Valencia C. F.    | Sevilla F. C.         | U. D. Las Palmas      | Grupo extinto     | Grupo extinto    |
| 1982-83 | Real Madrid C. F.   | Athletic Club     | F. C. Barcelona     | Castilla C. F.    | Real Betis Deportivo  | U. D. Las Palmas      | Grupo extinto     | Grupo extinto    |
| 1983-84 | Atlético de Madrid  | Athletic Club     | Valencia C. F.      | Castilla C. F.    | Real Betis Deportivo  | U. D. Las Palmas      | Grupo extinto     | Grupo extinto    |
| 1984-85 | Real Madrid C. F.   | Real Zaragoza     | F. C. Barcelona     | Hércules C. F.    | Real Betis Deportivo  | U. D. Las Palmas      | Grupo extinto     | Grupo extinto    |
| 1985-86 | Real Madrid C. F.   | Athletic Club     | F. C. Barcelona     | Real Murcia C. F. | Sevilla F. C.         | U. D. Las Palmas At.  | Grupo extinto     | Grupo extinto    |

### Como segunda categoría
En 1986-87 fue sustituida por la Superliga Juvenil, después renombrada como Liga de Honor sub-19, pasando a ser la segunda categoría del fútbol juvenil.
| Temp.   | Grupo I             | Grupo II              | Grupo III           | Grupo IV            | Grupo V              | Grupo VI             | Grupo VII        | Grupo VIII        |
| ------- | ------------------- | --------------------- | ------------------- | ------------------- | -------------------- | -------------------- | ---------------- | ----------------- |
| 1986-87 | Atlético de Madrid  | C. D. Aurrerá Vitoria | F. C. Barcelona At. | Castilla C. F.      | Recreativo de Huelva | U. D. Las Palmas At. | Grupo extinto    | Grupo extinto     |
| 1987-88 | Real Oviedo         | Real Sociedad         | Atlético Madrileño  | C. E. Sant Gabriel  | Castilla C. F.       | Atlético Malagueño   | Sevilla Atlético | S. D. San José    |
| 1988-89 | Veriña C. F.        | Real Sociedad         | U. C. D. Burladés   | C. F. Damm          | Rayo Vallecano       | C. D. Pto. Malagueño | Cádiz C. F.      | C. D. Puerto Cruz |
| 1989-90 | R. C. Celta de Vigo | Real Sociedad         | Real Valladolid     | F. C. Barcelona At. | Elche C. F.          | Cádiz C. F.          | Castilla C. F.   | ?                 |

### Como tercera categoría
En la temporada 1990-91 fue relevada por la División de Honor Juvenil como segunda categoría, pasando a ser la tercera.
| Temp.   | Grupo I       | Grupo II      | Grupo III | Grupo IV          | Grupo V           | Grupo VI           | Grupo VII      | Grupo VIII     | Grupo IX        | Grupo X | Grupo XI      | Grupo XII   |
| ------- | ------------- | ------------- | --------- | ----------------- | ----------------- | ------------------ | -------------- | -------------- | --------------- | ------- | ------------- | ----------- |
| 1990-91 | C. D. Ourense | S. D. Colloto | ?         | Real Sociedad "B" | U. C. D. Burladés | R. Zaragoza        | C. Paguera     | Hércules C. F. | C. D. San Félix | ?       | Córdoba C. F. | ?           |
| 1991-92 | ?             | Caudal        | ?         | ?                 | C. D. Oliver      | C. E. Sant Gabriel | C. F. Damm "B" | Cartagena      | Granada 74      | ?       | ?             | Real Madrid |
| 1992-93 |               |               |           |                   |                   |                    |                |                |                 |         |               | Real Madrid |
| 1993-94 |               |               |           |                   |                   |                    |                |                |                 |         |               | Real Madrid |
| 1994-95 |               |               |           |                   |                   |                    |                |                |                 |         |               | Real Madrid |

### Como segunda categoría
Desde la temporada 1995/96, con la supresión de la División de Honor Sub-19, la División de Honor es la máxima categoría de la liga española de fútbol juvenil, siendo la Liga Nacional Juvenil de nuevo la segunda categoría.
| Temp.                         | Grupo I                        | Grupo II                   | Grupo III                 | Grupo IV          | Grupo V                | Grupo VI             | Grupo VII               | Grupo VIII              |
| ----------------------------- | ------------------------------ | -------------------------- | ------------------------- | ----------------- | ---------------------- | -------------------- | ----------------------- | ----------------------- |
| 1995-96                       |                                |                            |                           |                   |                        |                      |                         |                         |
| Celta "B"                     | Veriña C. F.                   | U. D. Salamanca            | Real Sociedad "B"         | C. D. Amigó       | Bandera de Aragón      | U. E. Lleida         | Valencia C. F. "B"      |                         |
| Grupo IX                      | Grupo X                        | Grupo XI (Bad.)            | Grupo XI (Các.)           | Grupo XII         | Grupo XIII             | Grupo XIV            | Grupo XV                |                         |
| Bandera de las Islas Baleares | Bandera de la Región de Murcia | Jerez C. F.                | Bandera de Extremadura    | Real Madrid "B"   | C. D. San Félix        | Sevilla C. F. "B"    | Club Alarcos            |                         |
| 1996-97                       |                                |                            |                           |                   |                        |                      |                         |                         |
| Grupo I                       | Grupo II                       | Grupo III                  | Grupo IV                  | Grupo V           | Grupo VI               | Grupo VII            | Grupo VIII              | Grupo IX                |
| Celta "B"                     |                                |                            |                           |                   |                        |                      |                         |                         |
| Grupo X                       | Grupo XI                       | Grupo XII                  | Grupo XIII                | Grupo XIV         | Grupo XV               | Grupo XVI            | Grupo XVI               |                         |
|                               |                                | Real Madrid                |                           |                   |                        |                      |                         |                         |
| 1997-98                       |                                |                            |                           |                   |                        |                      |                         |                         |
| Grupo I                       | Grupo II                       | Grupo III                  | Grupo IV                  | Grupo V           | Grupo VI               | Grupo VII            | Grupo VIII              | Grupo IX                |
| Pabellón                      |                                |                            |                           |                   |                        |                      |                         |                         |
| Grupo X                       | Grupo XI                       | Grupo XII                  | Grupo XIII                | Grupo XIV         | Grupo XV               | Grupo XVI            | Grupo XVI               |                         |
|                               |                                | Real Madrid                |                           |                   |                        |                      |                         |                         |
| 1998-99                       |                                |                            |                           |                   |                        |                      |                         |                         |
| Grupo I                       | Grupo II                       | Grupo III                  | Grupo IV                  | Grupo V           | Grupo VI               | Grupo VII            | Grupo VIII              | Grupo IX                |
|                               |                                |                            |                           |                   |                        |                      |                         |                         |
| Grupo X                       | Grupo XI                       | Grupo XII                  | Grupo XIII                | Grupo XIV         | Grupo XV               | Grupo XVI            | Grupo XVI               |                         |
|                               |                                | Real Madrid                |                           |                   |                        |                      |                         |                         |
| 1999-00                       |                                |                            |                           |                   |                        |                      |                         |                         |
| Grupo I                       | Grupo II                       | Grupo III                  | Grupo IV                  | Grupo V           | Grupo VI               | Grupo VII            | Grupo VIII              | Grupo IX                |
|                               |                                |                            |                           |                   |                        |                      |                         |                         |
| Grupo X                       | Grupo XI                       | Grupo XII                  | Grupo XIII                | Grupo XIV         | Grupo XV               | Grupo XVI            | Grupo XVI               |                         |
|                               |                                | Real Madrid                |                           |                   |                        |                      |                         |                         |
| 2000-01                       |                                |                            |                           |                   |                        |                      |                         |                         |
| Grupo I                       | Grupo II                       | Grupo III                  | Grupo IV                  | Grupo V           | Grupo VI               | Grupo VII            | Grupo VIII              | Grupo IX                |
|                               |                                |                            |                           |                   |                        |                      |                         |                         |
| Grupo X                       | Grupo XI                       | Grupo XII                  | Grupo XIII                | Grupo XIV         | Grupo XV               | Grupo XVI            | Grupo XVI               |                         |
|                               |                                | Real Madrid                |                           |                   |                        |                      |                         |                         |
| 2001-02                       |                                |                            |                           |                   |                        |                      |                         |                         |
| Grupo I                       | Grupo II                       | Grupo III                  | Grupo IV                  | Grupo V           | Grupo VI               | Grupo VII            | Grupo VIII              | Grupo IX                |
|                               |                                |                            |                           |                   |                        |                      |                         |                         |
| Grupo X                       | Grupo XI                       | Grupo XII                  | Grupo XIII                | Grupo XIV         | Grupo XV               | Grupo XVI            | Grupo XVI               |                         |
|                               |                                | Real Madrid                |                           |                   |                        |                      |                         |                         |
| 2002-03                       |                                |                            |                           |                   |                        |                      |                         |                         |
| Grupo I                       | Grupo II                       | Grupo III                  | Grupo IV                  | Grupo V           | Grupo VI               | Grupo VII            | Grupo VIII              | Grupo IX                |
|                               |                                |                            |                           |                   |                        |                      |                         |                         |
| Grupo X                       | Grupo XI                       | Grupo XII                  | Grupo XIII                | Grupo XIV         | Grupo XV               | Grupo XVI            | Grupo XVI               |                         |
|                               |                                | Real Madrid                |                           |                   |                        |                      |                         |                         |
| 2003-04                       |                                |                            |                           |                   |                        |                      |                         |                         |
| Grupo I                       | Grupo II                       | Grupo III                  | Grupo IV                  | Grupo V           | Grupo VI               | Grupo VII            | Grupo VIII              | Grupo IX                |
|                               |                                |                            |                           |                   |                        |                      |                         |                         |
| Grupo X                       | Grupo XI                       | Grupo XII                  | Grupo XIII                | Grupo XIV         | Grupo XV               | Grupo XVI            | Grupo XVI               |                         |
|                               |                                | Real Madrid                |                           |                   |                        |                      |                         |                         |
| 2004-05                       |                                |                            |                           |                   |                        |                      |                         |                         |
| Grupo I                       | Grupo II                       | Grupo III                  | Grupo IV                  | Grupo V           | Grupo VI               | Grupo VII            | Grupo VIII              | Grupo IX                |
|                               |                                |                            |                           |                   |                        |                      |                         |                         |
| Grupo X                       | Grupo XI                       | Grupo XII                  | Grupo XIII                | Grupo XIV         | Grupo XV               | Grupo XVI            | Grupo XVI               |                         |
|                               |                                | Real Madrid                |                           |                   |                        |                      |                         |                         |
| 2005-06                       |                                |                            |                           |                   |                        |                      |                         |                         |
| Grupo I                       | Grupo II                       | Grupo III                  | Grupo IV                  | Grupo V           | Grupo VI               | Grupo VII            | Grupo VIII              | Grupo IX                |
|                               |                                |                            |                           |                   |                        |                      |                         |                         |
| Grupo X                       | Grupo XI                       | Grupo XII                  | Grupo XIII                | Grupo XIV         | Grupo XV               | Grupo XVI            | Grupo XVI               |                         |
|                               |                                | Real Madrid                |                           |                   |                        |                      |                         |                         |
| 2006-07                       |                                |                            |                           |                   |                        |                      |                         |                         |
| Grupo I                       | Grupo II                       | Grupo III                  | Grupo IV                  | Grupo V           | Grupo VI               | Grupo VII            | Grupo VIII              | Grupo IX                |
|                               |                                |                            |                           |                   |                        |                      |                         |                         |
| Grupo X                       | Grupo XI                       | Grupo XII                  | Grupo XIII                | Grupo XIV         | Grupo XV               | Grupo XVI            | Grupo XVI               |                         |
|                               |                                | A. D. Alcobendas           |                           |                   |                        |                      |                         |                         |
| 2007-08                       |                                |                            |                           |                   |                        |                      |                         |                         |
| Grupo I                       | Grupo II                       | Grupo III                  | Grupo IV                  | Grupo V           | Grupo VI               | Grupo VII            | Grupo VIII              | Grupo IX                |
|                               |                                |                            |                           |                   |                        |                      |                         |                         |
| Grupo X                       | Grupo XI                       | Grupo XII                  | Grupo XIII                | Grupo XIV         | Grupo XV               | Grupo XVI            | Grupo XVI               |                         |
|                               |                                | Real Madrid                | UD Almería                |                   |                        |                      |                         |                         |
| 2008-09                       |                                |                            |                           |                   |                        |                      |                         |                         |
| Grupo I                       | Grupo II                       | Grupo III                  | Grupo IV                  | Grupo V           | Grupo VI               | Grupo VII            | Grupo VIII              | Grupo IX                |
|                               |                                |                            |                           |                   |                        |                      |                         |                         |
| Grupo X                       | Grupo XI                       | Grupo XII                  | Grupo XIII                | Grupo XIV         | Grupo XV               | Grupo XVI            | Grupo XVI               |                         |
|                               |                                | Real Madrid                |                           |                   |                        |                      |                         |                         |
| 2009-10                       |                                |                            |                           |                   |                        |                      |                         |                         |
| Grupo I                       | Grupo II                       | Grupo III                  | Grupo IV                  | Grupo V           | Grupo VI               | Grupo VII            | Grupo VIII              | Grupo IX                |
|                               |                                |                            |                           |                   |                        |                      |                         |                         |
| Grupo X                       | Grupo XI                       | Grupo XII                  | Grupo XIII                | Grupo XIV         | Grupo XV               | Grupo XVI            | Grupo XVI               |                         |
|                               |                                | Real Madrid                |                           |                   |                        |                      |                         |                         |
| 2010-11                       |                                |                            |                           |                   |                        |                      |                         |                         |
| Grupo I                       | Grupo II                       | Grupo III                  | Grupo IV                  | Grupo V           | Grupo VI               | Grupo VII            | Grupo VIII              | Grupo IX                |
|                               |                                |                            |                           |                   |                        |                      |                         |                         |
| Grupo X                       | Grupo XI                       | Grupo XII                  | Grupo XIII                | Grupo XIV         | Grupo XV               | Grupo XVI            | Grupo XVI               |                         |
|                               |                                | Real Madrid                |                           |                   |                        |                      |                         |                         |
| 2011-12                       |                                |                            |                           |                   |                        |                      |                         |                         |
| Grupo I                       | Grupo II                       | Grupo III                  | Grupo IV                  | Grupo V           | Grupo VI               | Grupo VII            | Grupo VIII              | Grupo IX                |
| R. C. Celta "B"               | Veriña C. F.                   | Sta. María Tormes          | Antiguoko K. E.           | Comillas C. F.    | C. D. Oliver           | F. C. Barcelona "B"  | Valencia C. F. "B"      | R. C. D. Mallorca "B"   |
| Grupo X                       | Grupo XI                       | Grupo XII                  | Grupo XIII                | Grupo XIV         | Grupo XV               | Grupo XVI            | Grupo XVII              |                         |
| Real Murcia "B"               | U. P. Plasencia                | Real Madrid "B"            | Málaga C. F. "B"          | Sevilla C. F. "B" | U. D. Talavera         | C. A. Osasuna "B"    | Racing Club "B"         |                         |
| 2012-13                       |                                |                            |                           |                   |                        |                      |                         |                         |
| Grupo I                       | Grupo II                       | Grupo III                  | Grupo IV                  | Grupo V           | Grupo VI               | Grupo VII            | Grupo VIII              | Grupo IX                |
| Deportivo "B"                 | S. D. Llano 2000               | Puente Castro F. C.        | Real Sociedad "B"         | U. D. Logroñés    | S. D. Huesca           | F. C. Barcelona "B"  | Levante U. D. "B"       | R. C. D. Mallorca "B"   |
| Grupo X                       | Grupo XI                       | Grupo XII                  | Grupo XIII                | Grupo XIV         | Grupo XV               | Grupo XVI            | Grupo XVII              |                         |
| C. D. Dolorense               | C. P. Don Bosco                | Real Madrid "B"            | Málaga C. F. "B"          | At. Sanluqueño    | C. D. Ciudad Real      | C. A. Osasuna "B"    | Club Bansander          |                         |
| 2013-14                       |                                |                            |                           |                   |                        |                      |                         |                         |
| Grupo I                       | Grupo II                       | Grupo III                  | Grupo IV                  | Grupo V           | Grupo VI               | Grupo VII            | Grupo VIII              | Grupo IX                |
| R. C. Celta "B"               | Real Sporting "B"              | U. D. C. Sur               | Real Sociedad "B"         | Valvanera C. D.   | Stadium                | F. C. Barcelona "B"  | Levante U. D. "B"       | Sant Jordi              |
| Grupo X                       | Grupo XI                       | Grupo XII                  | Grupo XIII                | Grupo XIV         | Grupo XV               | Grupo XVI            | Grupo XVII              |                         |
| A. D. M. Lorquí               | Flecha Negra                   | Real Madrid "B"            | Málaga C. F. "B"          | At. Sanluqueño    | C. D. Toledo           | C. A. Osasuna "B"    | C. D. Tropezón          |                         |
| 2014-15                       |                                |                            |                           |                   |                        |                      |                         |                         |
| Grupo I                       | Grupo II                       | Grupo III                  | Grupo IV                  | Grupo V           | Grupo VI               | Grupo VII            | Grupo VIII              | Grupo IX                |
| Victoria C. F.                | Real Sporting "B"              | C. D. Fútbol Peña          | C. D. Aurrerá             | Comillas C. F.    | Real Zaragoza "B"      | R. C. D. Español "B" | Valencia C. F. "B"      | C. D. Ferriolense       |
| Grupo X                       | Grupo XI                       | Grupo XII                  | Grupo XIII                | Grupo XIV         | Grupo XV               | Grupo XVI            | Grupo XVII              |                         |
| UCAM Murcia                   | Puebla Calzada                 | Real Madrid "B"            | Marbella F. C.            | Real Betis "B"    | U. B. Conquense        | C. A. Osasuna "B"    | Racing Club "B"         |                         |
| 2015-16                       |                                |                            |                           |                   |                        |                      |                         |                         |
| Grupo I                       | Grupo II                       | Grupo III                  | Grupo IV                  | Grupo V           | Grupo VI               | Grupo VII            | Grupo VIII              | Grupo IX                |
| Deportivo "B"                 | Real Oviedo "B"                | C. D. Colegios Diocesanos  | Santutxu F. C.            | Varea C. D.       | Real Zaragoza "B"      | C. F. Damm "B"       | Valencia C. F. "B"      | C. D. Ferriolense       |
| Grupo X                       | Grupo XI                       | Grupo XII                  | Grupo XIII                | Grupo XIV         | Grupo XV               | Grupo XVI            | Grupo XVII              |                         |
| Ranero C. F.                  | La Cruz Villanovense           | Real Madrid "B"            | C. D. Puerto Malagueño GI | Sevilla F. C. "B" | E. F. Albacer          | C. D. Ardoi          | C. F. Bansander         |                         |
| 2016-17                       |                                |                            |                           |                   |                        |                      |                         |                         |
| Grupo I                       | Grupo II                       | Grupo III                  | Grupo IV                  | Grupo V           | Grupo VI               | Grupo VII            | Grupo VIII              | Grupo IX                |
| R. C. Celta "B"               | Real Sporting "B"              | U. D. Santa Marta          | Athletic Club "B"         | U. D. Logroñés    | Real Zaragoza "B"      | F. C. Barcelona "B"  | Valencia C. F. "B"      | S. C. R. Peña Deportiva |
| Grupo X                       | Grupo XI                       | Grupo XII                  | Grupo XIII                | Grupo XIV         | Grupo XV               | Grupo XVI            | Grupo XVII              |                         |
| Real Murcia C. F. "B"         | Academia Extremadura           | Real Madrid "B"            | Málaga C. F. "B"          | Sevilla F. C. "B" | C. D. Toledo           | C. A. Osasuna "B"    | C. A. Perines           |                         |
| 2017-18                       |                                |                            |                           |                   |                        |                      |                         |                         |
| Grupo I                       | Grupo II                       | Grupo III                  | Grupo IV                  | Grupo V           | Grupo VI               | Grupo VII            | Grupo VIII              | Grupo IX                |
| R. C. Celta "B"               | Real Sporting "B"              | Real Valladolid C. F. "B"  | Real Sociedad "B"         | Valvanera C. D.   | Stadium Casablanca     | F. C. Barcelona "B"  | Levante U. D. "B"       | A. D. Penya Arrabal     |
| Grupo X                       | Grupo XI                       | Grupo XII                  | Grupo XIII                | Grupo XIV         | Grupo XV               | Grupo XVI            | Grupo XVII              |                         |
| Lorca C. F.                   | Extremadura U. D.              | Real Madrid "B"            | Granada C. F. "B"         | Sevilla F. C. "B" | Ciudad de Cuenca C. F. | C. A. Osasuna "B"    | C. D. Colindres         |                         |
| 2018-19                       |                                |                            |                           |                   |                        |                      |                         |                         |
| Grupo I                       | Grupo II                       | Grupo III                  | Grupo IV                  | Grupo V           | Grupo VI               | Grupo VII            | Grupo VIII              | Grupo IX                |
| R. C. Celta "B"               | Real Sporting "B"              | Burgos C. F.               | Athletic Club "B"         | U. D. Logroñés    | Real Zaragoza "B"      | F. C. Barcelona "B"  | Hércules C. F.          | R. C. D. Mallorca "B"   |
| Grupo X                       | Grupo XI                       | Grupo XII                  | Grupo XIII                | Grupo XIV         | Grupo XV               | Grupo XVI            | Grupo XVII              |                         |
| UCAM Murcia                   | C. D. Badajoz                  | Real Madrid "B"            | U. D. Almería "B"         | Sevilla F. C. "B" | Albacete Balompié "B"  | C. A. Osasuna "B"    | Racing de Santander "B" |                         |
| 2020-21                       |                                |                            |                           |                   |                        |                      |                         |                         |
| Grupo I                       | Grupo II                       | Grupo III                  | Grupo IV                  | Grupo V           | Grupo VI               | Grupo VII            | Grupo VIII              | Grupo IX                |
| Deportivo "B"                 | Real Oviedo "B"                | Gimnástica Segoviana C. F. | Athletic Club "B"         | C. D. Villegas    | U. D. Montecarlo       | F. C. Barcelona "B"  | Valencia C. F. "B"      | C. D. Atlético Baleares |
| Grupo X                       | Grupo XI                       | Grupo XII                  | Grupo XIII                | Grupo XIV         | Grupo XV               | Grupo XVI            | Grupo XVII              |                         |
| Cartagena F. C.               | C. P. Flecha Negra "B"         | Real Madrid "B"            | Atlético Jaén F. C.       | Sevilla F. C. "B" | Albacete Balompié "B"  | C. A. Osasuna "B"    | C. D. Bezana            |                         |